# Настя Люкін
Настя Люкін  (англ. Nastia Liukin, 30 жовтня 1989) — американська гімнастка російського походження, олімпійська чемпіонка. Донька радянського гімнаста, дворазового олімпійського чемпіона, Валерія Люкіна.

## Юніорська кар'єра
Люкіна почала займатися гімнастикою у віці трьох років, тому що "постійно вешталася в спортзалі" з батьками, які не могли дозволити собі найняти няню, щоб доглядати за нею, поки вони працювали тренерами.  Батьки Люкіної спочатку не прагнули, щоб їхня донька стала гімнасткою, знаючи про тиск конкуренції на високому рівні не з чуток, але поступилися, коли помітили її здібності до спорту.
Люкіна взяла участь у своєму першому національному чемпіонаті як юніорка у 2002 році, у віці 12 з половиною років. На відміну від своїх подруг по команді WOGA Карлі Паттерсон і Холлі Візе, які посіли перше і друге місця відповідно, Люкін впала на брусах, що не дозволило їй завершити вправу. Вона продовжила змагання і, незважаючи на незавершені бруси, фінішувала 15-ю, що забезпечило їй одне з останніх місць у збірній США. Вона була обрана для участі в юніорському Панамериканському чемпіонаті 2002 року, де принесла команді золоту медаль і посіла друге місце у вправах на брусах, на колоді та в багатоборстві.

## Виступи на Олімпіадах
| Олімпіада  | Дисципліна        | Місце |
| ---------- | ----------------- | ----- |
| Пекін 2008 | вільні врави      | 3     |
| Пекін 2008 | різновисокі бруси | 2     |
| Пекін 2008 | колода            | 2     |
| Пекін 2008 | абсолютний залік  | 1     |
| Пекін 2008 | командний залік   | 2     |